# Dekanat Radomyśl Wielki
Dekanat Radomyśl Wielki – dekanat wchodzący w skład diecezji tarnowskiej.
W skład dekanatu wchodzą parafie:
- Dąbrówka Wisłocka – Parafia Matki Bożej Nieustającej Pomocy i św. Kazimierza w Dąbrówce Wisłockiej
- Dulcza Mała – Parafia Wniebowzięcia Najświętszej Maryi Panny w Dulczy Małej
- Dulcza Wielka – Parafia Trójcy Przenajświętszej w Dulczy Wielkiej
- Jamy Wielkie – Parafia św. Augustyna w Jamach
- Janowiec – Parafia św. Jana Chrzciciela w Janowcu
- Radomyśl Wielki – Parafia Przemienienia Pańskiego
- Róża – Parafia Najświętszego Serca Jezusowego w Róży
- Ruda – Parafia Matki Bożej Szkaplerznej w Rudzie
- Stara Jastrząbka – Parafia Świętych Apostołów Piotra i Pawła w Starej Jastrząbce
- Wadowice Dolne – Parafia św. Franciszka z Asyżu w Wadowicach Dolnych
- Wadowice Górne – Parafia św. Anny
- Zasów – Parafia św. Stanisława Biskupa Męczennika
- Zdziarzec – Parafia Nawiedzenia Najświętszej Maryi Panny w Zdziarzcu
- Zgórsko – Parafia św. Mikołaja w Zgórsku